# Bürgerhaus am Wildhof

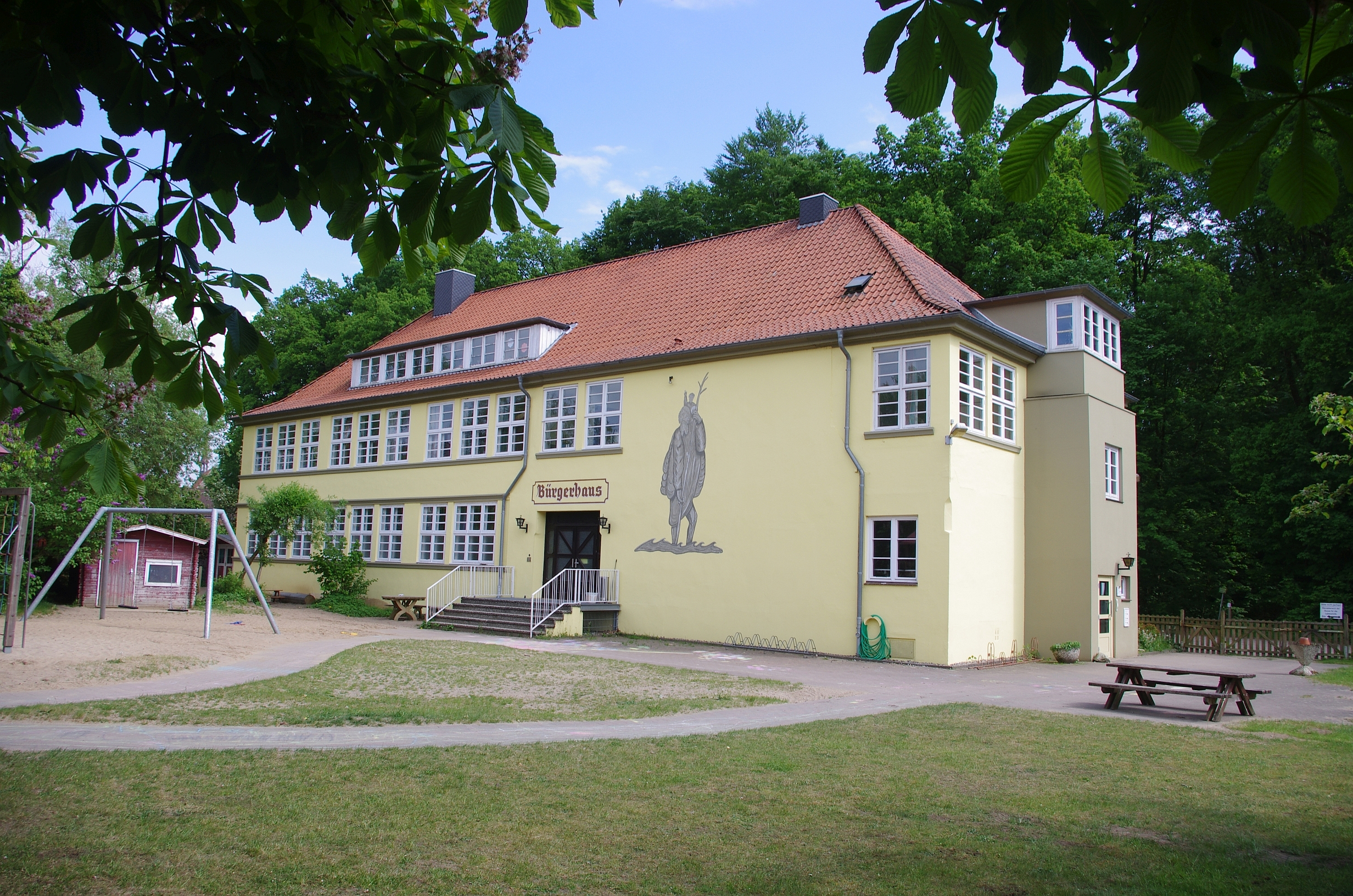
Bürgerhaus am Wildhof (Straßenseite), 2018

Das Bürgerhaus am Wildhof ist ein unter Denkmalschutz stehendes Bauwerk von 1927 in Alt-Bordesholm. Ursprünglich handelt es sich um das Hauptgebäude einer Druckerei. Seit 1977 erfolgt die Nutzung durch Vereine und regionale gemeinnützige Einrichtungen. Die Verwaltung erfolgt durch eine Stiftung des bürgerlichen Rechts.

## Druckerei
Am 1. September 1883 wurde in der Wildhofstraße 23/25 die Druckerei H.H. Nölke gegründet. Langjähriger Inhaber war (Adolph Peter) Hinrich Nölke (1938–1946). Zum 1. April 1911 verkaufte er seinen Betrieb an den Landesverein für Innere Mission in Rickling. Der Betriebsleiter der Druckerei wurde der Buchdruckermeister Hermann Weber, der sich im Oktober 1913 mit einem eigenen Betrieb selbständig machte. Nachfolger auf dieser Position war für über 20 Jahre Karl Liedl. Verlagsleiter war von 1919 bis 1922 der Heimatschriftsteller, Journalist und gelernte Buchdrucker Ferdinand Zacchi. Von ihm wurden auch eigene Romane und Abhandlungen bei Nölke gedruckt und verlegt. Im zur Druckerei gehörenden Nordischen Heimatverlag erschien eine große Anzahl von Büchern und Schriften, die vielfach von einer deutsch-völkischen Volkstumsideologie geprägt waren. Zu den Autoren gehörten unter anderem Hans Ehrke, Eduard Edert, Harboe Kardel und Johann Hinrich Fehrs.
Hinzu kamen viele kirchliche Druckaufträge und Amtsblätter. Zu den regelmäßig erschienenen Schriften gehörten u. a. das amtliche Kreisblatt für den Kreis Bordesholm (bis 1932), der Schl.-Holst. Volksbote, die Zeitschrift Gemeinschaftsfreund, der Schleswig-Holsteinische Sonntagsbote, die Zeitschrift Flugschar und Meißel, Feldpostbriefe sowie Gemeindeblätter für 180 ev. Gemeinden und die Niederdeutsche Rundschau.
1927 wurde das langgestreckte 2-geschossige Gebäude mit einer umlaufenden Fensterfront und einer Laderampe errichtet. Im Dachgeschoss befindet sich eine Wohnung (aktuell für die Hausmeisterfamilie). Das Haus hat keine Treppen, sondern schräg angelegte Flure. Hier konnten die schweren Druckformen sowie das Papier und die ausgedruckten Auflagen zwischen den verschiedenen Stockwerken problemlos transportiert werden. Der Betrieb verfügte über einen modernen Maschinenpark sowie über die Abteilungen Hand- und Maschinensatz (Linotype) und eine Buchbinderei. Außer dem heutigen Bürgerhaus gab es auf dem Gelände am Wildhof weitere Gebäude als Werkstätten und Wohnhäuser. Der gesamte Komplex hatte bis in die 1950er Jahre den ungefähr 5-fachen Umfang des heutigen übriggebliebenen Hauses. In dem Unternehmen arbeiteten zeitweise bis zu 70 Fach- und Hilfskräfte des grafischen Gewerbes. Die Druckerei Nölke wurde mit Beginn des Zweiten Weltkrieges 1939 geschlossen und der Verlag nach Hamburg verlegt.

## Weitere Nutzungen zwischen 1939 und 1970
Ab 1939 befand sich hier die Chirurgische Station des Marinelazaretts der Kriegsmarine (das auch noch an weiteren Standorten in Bordesholm tätig war). Hier gab es vorsorgliche Einrichtungen zur Behandlung von Vergiftungen mit Giftgas. Dafür waren die Klärgruben mit speziellen Einsätzen und Filtern ausgerüstet. Erster Chefarzt (mit dem Titel „Flottenarzt“) wurde der Marinestabsarzt Prof. Dr. Paul Weischer, später folgten Dr. Franz Krämer (bis Oktober 1944) und Dr. Werner Voigt. Als Krankenschwestern waren Flensburger Diakonissen engagiert.
Das Marinelazarett wurde am 15. November 1945 zum Hilfskrankenhaus der Stadt Kiel umfunktioniert. Bis zum 31. Januar 1949 befand sich die in Kiel ausgebombte Augenklinik in dem Gebäude. (Zusätzlich nutzte die Klinik bis 1949 in Bordesholm auch Räumlichkeiten im Amtsgericht und im Klosterstift.)
Von 1950 bis 1959 fand hier der Mittelschul-Unterricht der späteren Hans-Brüggemann-Schule statt.
In den 1960er Jahren nutzen die Firmen Möbel Rathje (bzw. Möbelhof Müller) das Gebäude als Möbellager und -geschäft.

## Bürgerhaus am Wildhof
Ab Mitte der 1970er Jahre befand sich das Grundstück im Eigentum der Bordesholmer Sparkasse. Diese überließ es 1977 für eine öffentliche Nutzung mietfrei der Ev. Kirchengemeinde als Träger und Hausherr. Gleichzeitig hat sich die Gemeinde Bordesholm durch eine Vereinbarung mit der Kirchengemeinde und der Sparkasse ein allgemeines Mitnutzungsrecht gesichert und als Gegenleistung bereiterklärt, die Hälfte des jährlichen Zuschussbedarfs für die Gebäudebewirtschaftung zu bezahlen. Die andere Hälfte zahlte die Sparkasse (zusätzlich zur Bereitstellung des Gebäudes). In den folgenden Jahren entwickelte sich das Bürgerhaus zum Treffpunkt vielfältiger Aktivitäten: Treffen von Vereinen und Kirchengruppen aber auch private Feierlichkeiten fanden dort statt.
Zum 31. Dezember 1983 kündigte die Kirchengemeinde den Vertrag der Trägerschaft. Ein Angebot der Sparkasse, das Gebäude an die Gemeinde kostenfrei zur Nutzung für soziale Zwecke abzugeben, wurde von der Gemeinde abgelehnt. Es wurde beschlossen, das Haus in Form einer Stiftung zu führen. 1984 brachte die Bordesholmer Sparkasse Haus und Grundstück als Schenkung in die gemeinnützige Stiftung Bürgerhaus am Wildhof ein. Das Anwesen befindet sich somit im Eigentum der Stiftung. Nach umfangreichen Renovierungsarbeiten wird das Bürgerhaus für Veranstaltungen von Gruppen, Familien und Vereinen sowie als Kindergarten und von einer Freizeitgruppe für Behinderte genutzt.